# Marusja Čuraj
Marija ali Marusja Čuraj (ukrajinsko Маруся Чурай) (1625–1653) je bila legendarna ukrajinska baročna skladateljica, pesnica in pevka. Postala je ponavljajoči se motiv v ukrajinski književnosti in pesmi, ki so ji pripisane, se v Ukrajini pogosto izvajajo. Imenujejo jo tudi 'dekle iz legende' ali 'ukrajinska Sapfo'.
Velja za domnevno avtorico ter za subjekt znane ukrajinske ljudske pesmi Oi ne hodi, Gricju, ta j na večornici (Oh Gregor, ne hodi na večerne plese), ki je v angleščini znana kot Yes, My Darling Daughter (Ja, moja draga hči).
Rojena v Poltavi je bila hči kozaka, ki je umrl med Ostrjaninovo vstajo, zato se je vrnila k materi blizu samostana svetega Križa v Poltavi. Dvorili so ji številni kozaki, kot so Ivan Iskra, Gric Bobrenko in Gric Ostapenko. Gric odide na vstajo Hmelnickega, obljubita si, da bosta počakala drug drugega. Po vrnitvi iz vojne se Gric zaplete z drugim mladim dekletom, Marusja hoče narediti samomor, vendar je Gric tisti, ki spije strup. Leta 1652 je bila obsojena na smrt, vendar jo je Bogdan Hmelnicki oprostil; pokorila se je tako, da je odšla v Kijev, a je umrla pri osemindvajsetih, ko se je vrnila iz Kijeva, kjer je postala redovnica v samostanu.

## V literaturi
Ta legenda o Marusji Čuraj in njeni simpatiji Gricu je bila še posebej popularizirana v 19. stoletju v različnih literarnih delih znanih ukrajinskih pisateljev in drugih umetnikov, kot je roman Marusia, Malorosiiskaia Sapfo (Marusia, maloruska Sapfo) C. Šahnovskega (1839). Številni pisatelji so v svojih delih uporabili temo Gric: igra M. Starictskija Oi ne hodi, Gricju (1892), drama V. Samijlenko Čurajivna (1894), roman Olge Kobilianske V nediliu rano zillia kopala (Zelišča je nabirala v nedeljo zjutraj, 1909), drama I. Mikitenka Marusja Čuraj (1935), roman v verzih L. Kostenko Marusja Čuraj (1979) in drugi.

## Vpliv v glasbi
Pesem Oi ne hodi Gricju je bila prevedena v poljščino (1820), češčino (1822), nemščino (1827), francoščino (1830), angleščino (1848) in druge jezike. Vendar njena melodija ni ljudskega izvora. Prva dokumentirana uporaba je bila kot arija iz vodvilja beneškega skladatelja Catterina Cavosa. Izvirni angleški prevod pesmi je naredil in izvedel leta 2023 Vol Deineko na prstni kitari pod imenom Don't Go to Party. Melodija je bila uporabljena v Yes, My Darling Daughter, pesmi Jacka Lawrencea iz leta 1941.
Tri druga besedila pesmi, ki so pripisana Marusji Čuraj: Kotilisja vozi z gori (Vagoni so se valili navzdol), Vijut' vitri (Vetrovi pihajo) in Za Svit stali kozačenki (Kozaki so bili pripravljeni na pohod na Zore). Medtem ko so besedila teh pesmi literarnega izvora, je njihova glasba anonimna, iz ustnega izročila. Vse melodije, ki so priložene tem besedilom, so iz konca 19. stoletja. Besedilo ukrajinske ljudske pesmi Oi ne hodi Gricju je bilo prvič objavljeno v angleškem prevodu v Londonu leta 1816. Poljski prevod se je prvič pojavil leta 1822 v Lvovu, nemški prevod pa leta 1848. Obstajajo dokazi o priljubljenosti pesmi v Franciji (1830), na Češkem, Slovaškem, v Belgiji in Združenih državah Amerike, kjer je bila enako znana pesem Jihav kozak za Dunai (Kozak je jezdil onkraj Donave; glasba in besede Semena Klimovskega).

## Spomin
14. april 2006 pred stavbo Regionalnega glasbenega in dramskega gledališča Poltava. N. V. Gogol, na trgu Teatralnaja od Leninove ulice, so odkrili spomenik Marusji Čuraj.
Marusia Churai je bila prikazana na ukrajinski poštni znamki februarja 2000.